# Рачков, Борис Васильевич
Борис Васильевич Рачков (7 января 1932, с. Сотниковское, Благодарненский район, Ставропольский край, РСФСР — 13 января 2017, Москва, Российская Федерация) — советский и российский эксперт в нефтяной промышленности, журналист, кандидат экономических наук, обозреватель газеты «Экономика и Жизнь».

## Биография
Отец — Рачков Василий Михайлович — парторг машино-тракторной станции, в 1936 году по лжедоносу был арестован как «враг народа», подвергся пыткам, но вины не прзнал и в конце 1937 года реабилитирован полуинвалидом; в 1941 году добровольцем ушёл на фронт, погиб в 1942 году. До оккупации края фашистскими войсками Борис работал в колхозе пастухом. После освобождения воспитывался в Ставропольком суворовском училище.
В 1951 году окончил Московское Краснознамённое военное училище, служил командиром взвода в Таманской гвардейской дивизии, затем — слушатель Военного Института иностранных языков. При крупном сокращении Вооружённых сил в 1956 году демобилизован, принят на факультет внешней торговли Московского государственного института международных отношений (МГИМО).
С 1961 года — экономист, эксперт отдела конъюнктуры мировых цен во Всесоюзном объединении «Союзнефтеэкспорт».
С 1958 года начал печататься по международной тематике в «Московском комсомольце». В 1960-е годы — период энергичного выхода СССР на нефтяной и другие мировые рынки в условиях «Холодной войны», ему было поручено готовить для центральной печати статьи в защиту внешнеторговых интересов СССР.
Богатые фактами, яркие и доходчивые статьи обозревателя в ведущих тогда газетах «Известия», «Правда», в агентствах ТАСС, «Новости», в радиовещании на зарубеж имели широкий международный отклик, способствовали укреплению внешнеторговых позиций СССР, особенно на рынке нефти, содействовали национализации колониальных концессий в арабских странах, Иране, Венесуэле, помогли созданию Организации стран экспортёров нефти (ОПЕК) и многократному повышению мировых цен на нефть.
Член Союза журналистов с мая 1962 года, секция международников.
Периодически выступая в советской и зарубежной печати, в 1966—1970 гг. работал заместителем главного редактора журнала «Внешняя торговля», заместителем ответственного секретаря по международным делам газеты «Правда». В конце 1970 годов защитил в МГИМО диссертацию «Противоречия мирового рынка нефти и их влияние на конъюнктуру рынка». До конца 1973 года преподавал там же конъюнкутуру мировых товарных рынков.
В 1972 году выпустил книгу «Нефть и мировая политика» (М., 1972. Изд. «Международные отношения»), переведённую в странах членах Совета Экономической Взаимопомщи, Японии и ряде других государств.
С 1974 года работал в ведущей деловой газете страны «Экономика и жизнь» и возникшем на её базе Издательском доме «Экономическая газета».
Дважды лауреат конкурса «Экономическое возрождение России», проводимого Российской Торгово-промышленной палатой и Союзом журналистов России. Неоднократный дипломант Московской, ряда региональных, советско-итальянской и других торговых палат. Номинант премии имени Артёма Боровика в 2004 году. За освещение успешной деятельности ряда отечественных частных корпораций удостоен дипломов и грамот.

## Книги
- Б.Рачков. За нефтяной завесой. Москва. Издательство «Известия», 1965
- Б.Рачков. Рыцари «чёрного золота». (серия "Владыки капиталистического мира") Москва. Изд. политической литературы, 1969
- Б.Рачков. Нефть, народы, бизнес. Москва. Изд-во Агентства печати Новости, (англ., исп., нем., франц., др. языки), 1970
- Б.Рачков. Нефть и мировая политика. Москва. Изд. Международные отношения, 1972
- Boris Rachkov. Нефть и мировая политика. Токио. Изд. SIMUL PRESS Inc. 1974
- B. V. Rackov. Nafta a setova politika. Bratislava. Nakladetelstvo Pravda 1975
- Boris Raczkow. Nafta a polityka swiatova. Warszawa. Ksiaza i Wiedza. 1976
- Соавторство. Россия: экономическая жизнь газетной строкой (к 90-летию газеты «Экономика и жизнь»). М. Изд. «Экономическая газета», 2008.
- Борис Рачков. XX лет «ЭЖ» с улыбкой (к 20-летию управления газетой журналистским коллективом). Москва. Изд. «Экономическая газета». 2011.

## Публикации
- Засвеченный козырь. «Московский комсомолец», 31 декабря 1958.
- Борьба за «чёрное золото». «Известия», 27 февраля 1960.
- Нефть в тисках колониализма. «Известия», 3 января 1961.
- Нефтяная угроза откуда? (Кто и за что убил президента Кеннеди в нефтяной столице США Далласе?)."Известия". 08.01.1964.
- Жизнь и гибель Эмия Бустани. «Известитя». 10.VII.1964.
- Мир и всемирные выставки. Журнал «Внешняя торговля» № 1, 1967.
- Ступенни века (Россия и СССР на всемирных выставках). «Правда». 21.IV.1967.
- Куда исчезают нефтедоллары? (пока арабские). «Московские новости» 27.XI.1987.
- Деловой мост Москва-Чикаго-Гонолулу. «Экономическая газета», № 41, 1995.
- Бессмертный подвиг Синьора Маттеи. «Известия», «Журнал Нефть России», № 5, 2001
- Лукойл: 10 Лет лидерства. «Экономика и жизнь», № 8, 2001.
- Вагит Алекперов интервью газете «Экономика и жизнь», 23.07.2001.
- Что за кадром в деле ЮКОСа? «Экономика и жизнь. Московский выпуск», № 19, 2001.
- ТНК — старт взят! «Экономика и жизнь» № 11, 2002.
- Ходорковский, Бухарин и Наполеон, или прозрение олигарха. «Экономическая газета для всех». 07.04.2004.
- Эх, прокатиться бы!(Россия с дорогами без дураков). «Литературная газета», № 11, 2005.
- Три шкуры за бензин. «Литературная газета», № 51, 2006.
- Три шкуры с автолюбителя «Экономика и Жизнь», № 46 (9156) за 2006 год
- Рынок — не догма. www.journalist-virt.ru 2006 (недоступная ссылка).
- Говоровы: от маршала к бизнеслидеру. Журнал «Во благо Отечества» № 5, (недоступная ссылка) 2008.
- Грани личности Евгения Примакова. Журнал «Во благо Отечества» № 1, 2010.